# Berkovac
Berkovac (en serbe cyrillique : Берковац) est un village de Serbie situé dans la municipalité de Mionica, district de Kolubara. Au recensement de 2011, il comptait 428 habitants.

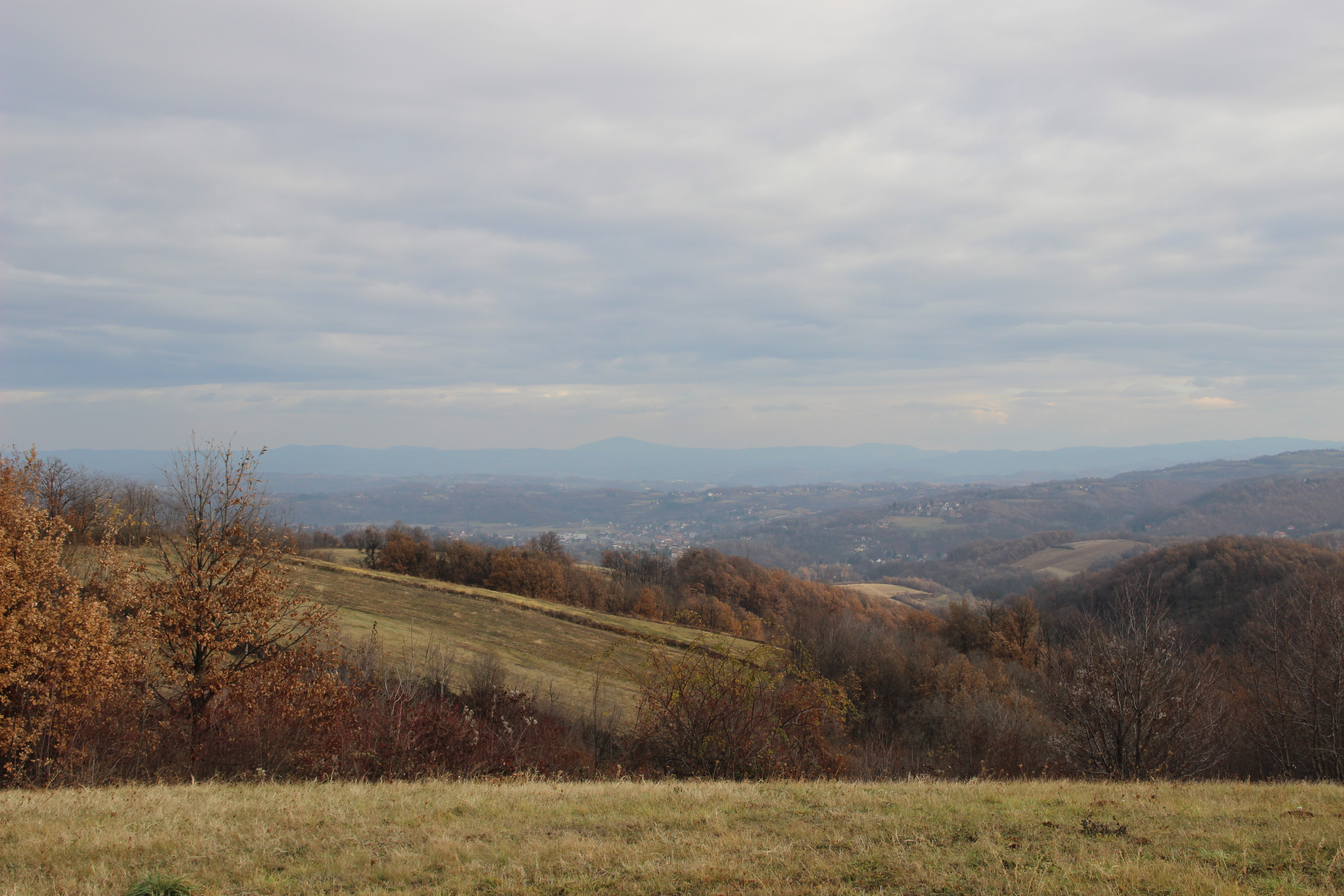
Berkovac - panorama
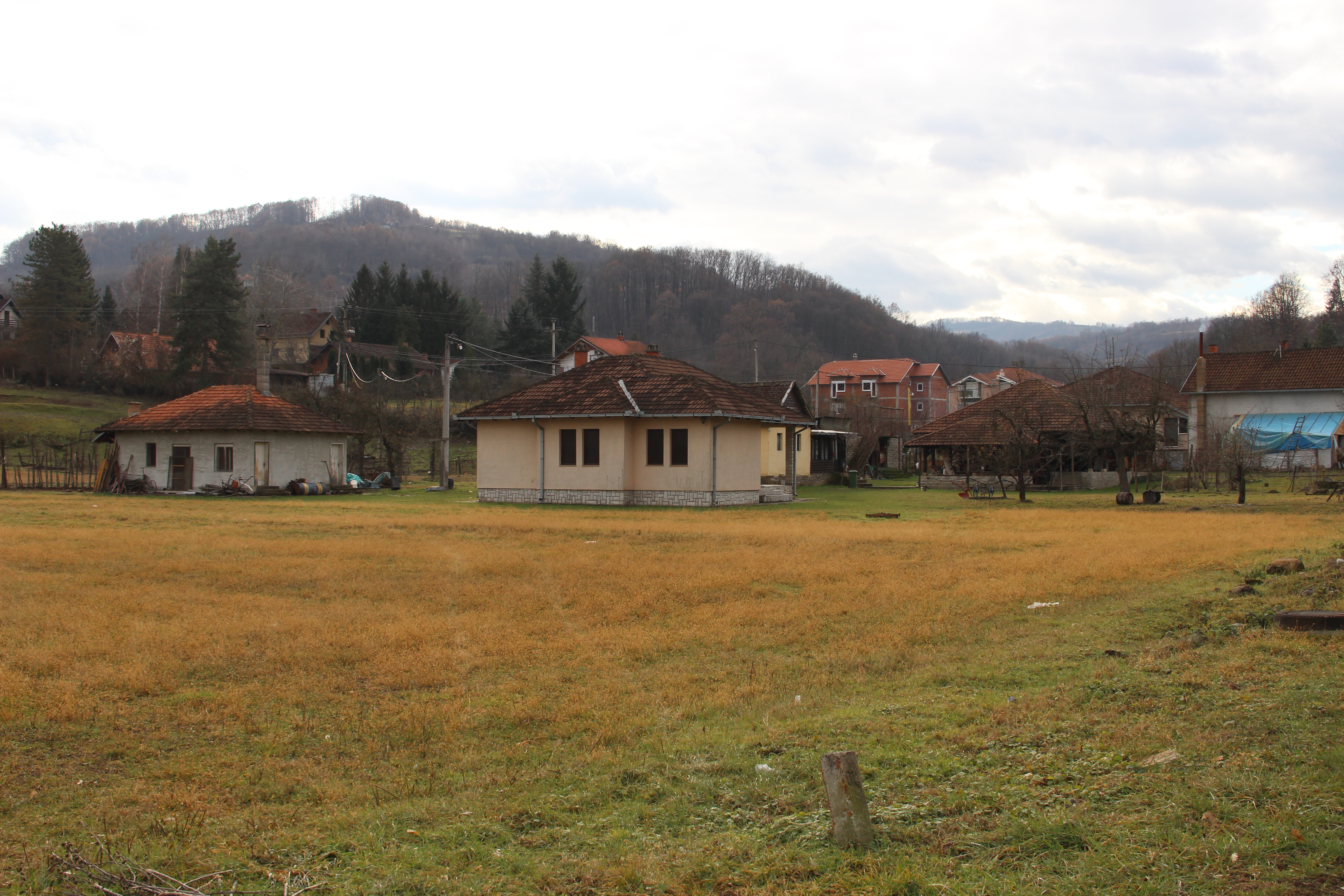
Berkovac - panorama
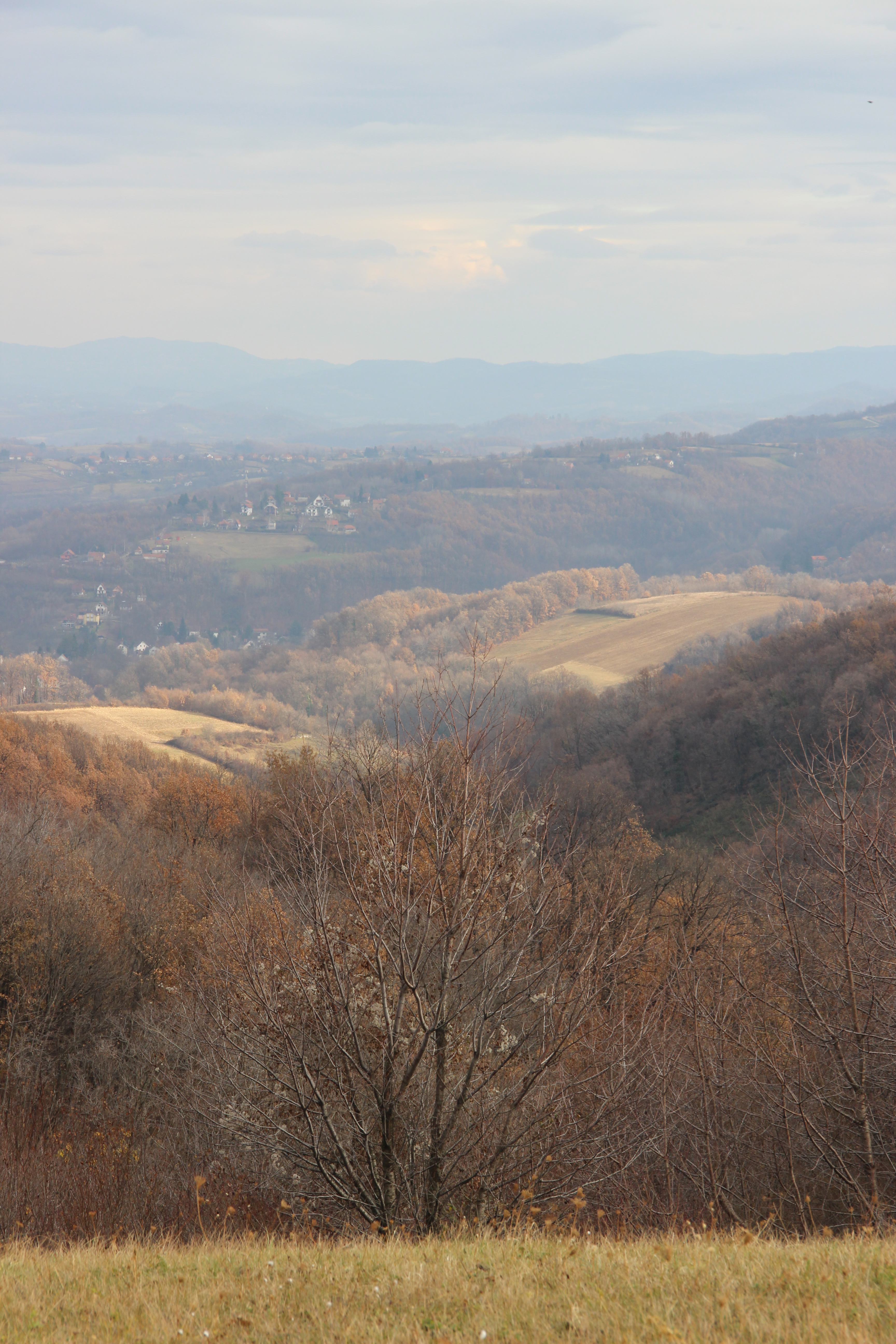
Berkovac - panorama
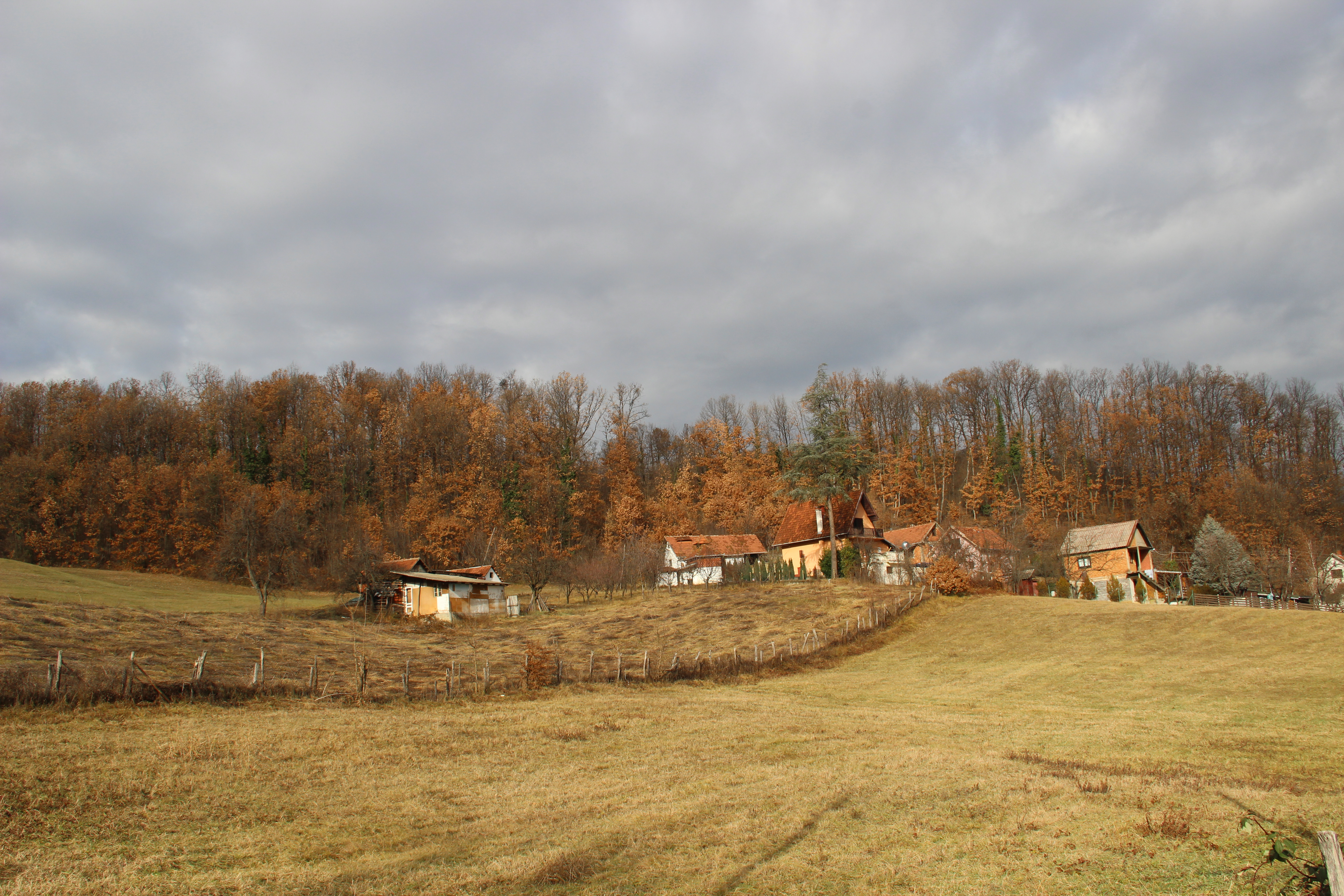
Berkovac - panorama
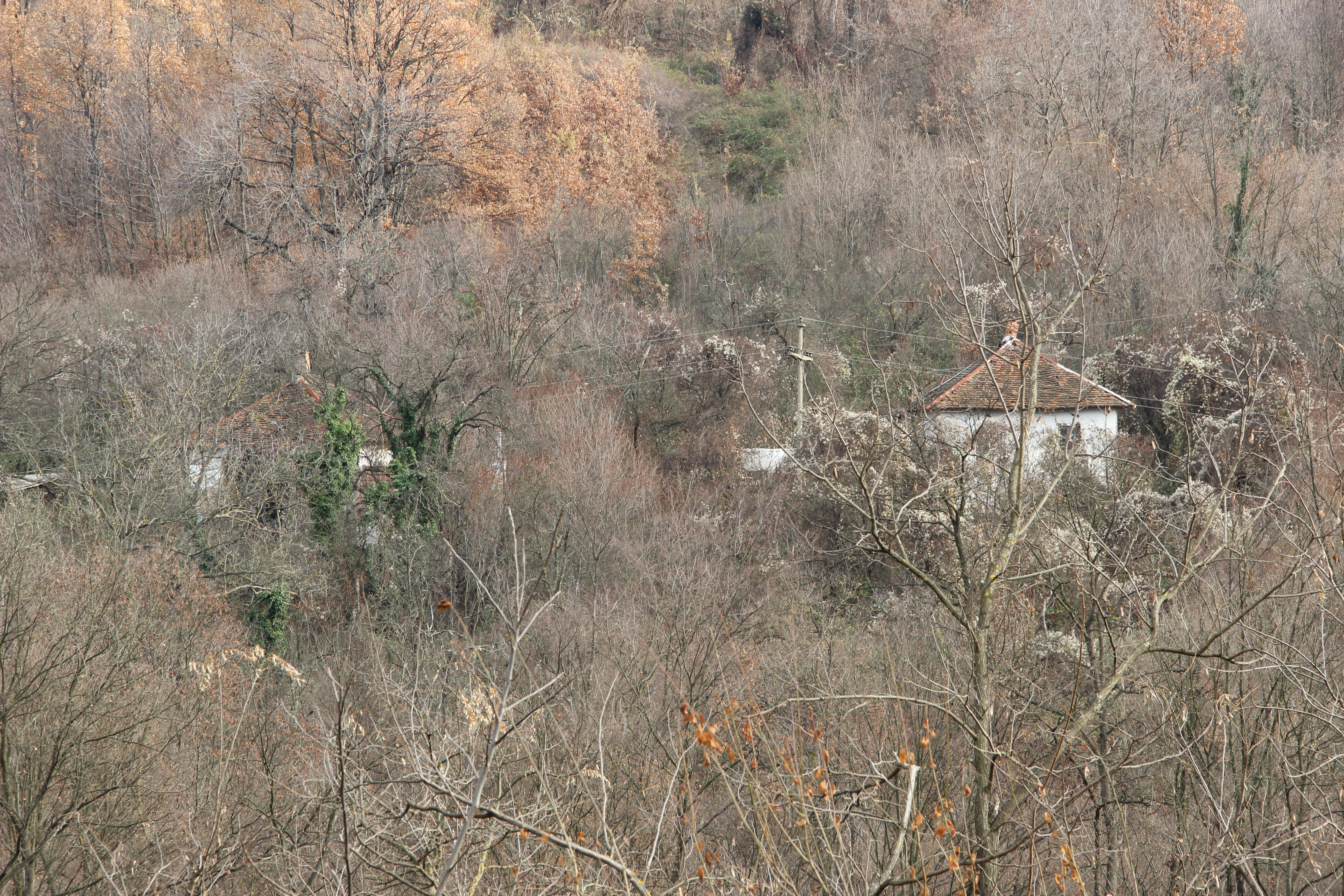
Berkovac - panorama
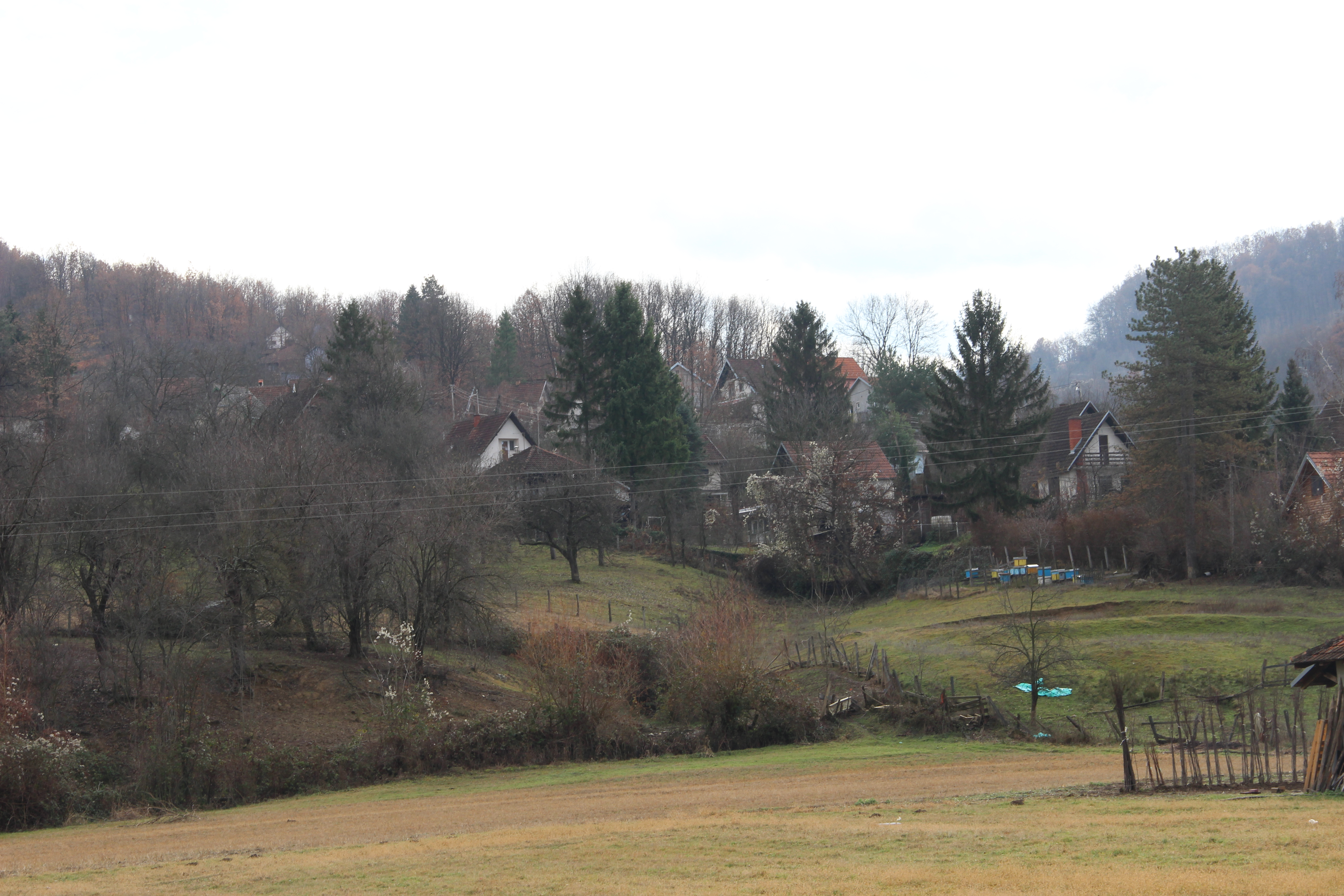
Berkovac - panorama

## Démographie

### Évolution historique de la population
| 1948 | 1953 | 1961 | 1971 | 1981 | 1991 | 2002 | 2011 |
| ---- | ---- | ---- | ---- | ---- | ---- | ---- | ---- |
| 820  | 858  | 809  | 747  | 679  | 595  | 564  | 428  |

|  |